# Leptacis koreana
Leptacis koreana är en stekelart som beskrevs av Peter Neerup Buhl och Choi 2006. Leptacis koreana ingår i släktet Leptacis och familjen gallmyggesteklar. Inga underarter finns listade i Catalogue of Life.